# 大西洋沿岸联盟
大西洋沿岸联盟（英語：Atlantic Coast Conference，縮寫ACC）是指由美國18所大学组成的一個体育竞技联盟。成立于1953年，联盟總部設於北卡罗来纳州格林斯伯勒。它隸屬於NCAA第一級體育競技聯盟，也是NCAA的四強联盟之一，其联盟球隊有優先晉級季後賽的資格。
成員院校包括波士顿學院、柏克萊加州大學、克萊門森大學、杜克大学、佛羅里達州立大學、喬治亞理工學院、路易斯維爾大學、邁阿密大學、北卡罗来纳大学、北卡羅來納州立大學、聖母大學、匹茲堡大學、南方卫理公会大学、史丹佛大學、雪城大學、弗吉尼亞大學、弗吉尼亞理工學院及維克森林大學。
成员院校角逐棒球、男子篮球、女子篮球、越野跑、曲棍球、美式橄榄球、男子高尔夫球、女子高尔夫球、男子長曲棍球、女子長曲棍球等13項男子运动和15項女子运动项目，其中籃球、棒球和美式足球皆非常有名。

## 歷史
大西洋沿岸聯盟的原始憲章成員包括北卡罗来纳大学、北卡羅來納州立大學、杜克大學、克萊門森大學、馬里蘭大學、南卡羅來納大學和維克森林大學。這7所院校原來都是南方聯盟的成員，後來因為聯盟禁止季前賽而退出了。在為新聯盟的誕生起草了一系列規章制度後，它們於1951年5月8日春季會議上正式退出了南方聯盟。
在新規章被7家大學批准生效後，大西洋沿岸聯盟於1953年6月14日成立。12月4日，北卡羅來納州的格林斯伯勒会议同時也接納弗吉尼亞大學加入，成為该联盟第8所院校。
1971年，南卡羅來納大學退出该联盟，加入了东南联盟，剩下7所院校。
1978年4月3日喬治亞理工學院的加入和1991年7月1日佛羅里達州立大學的加入，使得成員增加到9所。
2003年聯盟重組后，大西洋沿岸聯盟又吸收了3名成員：邁阿密大學、弗吉尼亞理工學院暨州立大學（2004年7月1日）和波士頓學院（2005年7月1日），成员数量增加到12所。
雪城大學和匹茲堡大學在2013年加入大西洋沿岸聯盟。聖母大學在2013年也加入聯盟中美式足球除外的所有體育項目，成员数量增加到15所。2014年，路易斯維爾大學取代了馬里蘭大學，后者加入了十大联盟。
2024年，史丹佛大學、柏克萊加州大學和南方衛理公會大學加入，聯盟學校數成為目前的18所。

## 正式成员
| 学校               | 位置                     | 成立 | 加入 | 类型 | 學生數 | 昵称       | 校色 | 競賽项目 | NCAA冠军 |
| ------------------ | ------------------------ | ---- | ---- | ---- | ------ | ---------- | ---- | -------- | -------- |
| 波士顿学院         | 马萨诸塞州栗樹山         | 1863 | 2005 | 私立 | 15,280 | 老鷹       |      | 11       | 5        |
| 加州大学伯克利分校 | 加利福尼亞州柏克萊       | 1868 | 2024 | 公立 | 45,699 | 金熊       |      | 18       | 43       |
| 克莱门森大学       | 南卡罗来纳州克莱门森     | 1889 | 1953 | 公立 | 28,747 | 老虎       |      | 9        | 6        |
| 杜克大学           | 北卡罗来纳州德罕         | 1838 | 1953 | 私立 | 17,112 | 藍魔       |      | 13       | 17       |
| 佛羅里達州立大學   | 佛羅里達州塔拉哈西       | 1851 | 1991 | 公立 | 43,234 | 塞米諾爾   |      | 9        | 19       |
| 喬治亞理工學院     | 喬治亞州亞特蘭大         | 1885 | 1979 | 公立 | 47,946 | 黄蜂       |      | 9        | 1        |
| 路易斯維爾大學     | 肯塔基州路易斯維爾       | 1798 | 2014 | 公立 | 22,139 | 紅雀       |      | 10       | 2        |
| 邁阿密大學         | 佛罗里达州科勒爾蓋布爾斯 | 1925 | 2004 | 私立 | 19,593 | 飓风       |      | 8        | 5        |
| 北卡罗莱纳大学     | 北卡罗来纳州             | 1789 | 1953 | 公立 | 32,234 | 柏油腳跟   |      | 13       | 45       |
| 北卡罗来纳州立大学 | 北卡罗来纳州罗利         | 1887 | 1953 | 公立 | 37,323 | 狼群       |      | 11       | 2        |
| 聖母大学           | 印第安納州聖母鎮         | 1842 | 2013 | 私立 | 13,174 | 愛爾蘭戰士 |      | 11       | 22       |
| 匹茲堡大学         | 賓夕法尼亞州匹茲堡       | 1787 | 2013 | 公立 | 34,525 | 黑豹       |      | 9        | 11       |
| 南方卫理公会大学   | 德克萨斯州達拉斯郡       | 1911 | 2024 | 私立 | 11,842 | 野馬       |      | 17       | 9        |
| 史丹佛大學         | 加利福尼亞州史丹福       | 1891 | 2024 | 私立 | 18,446 | 主教       |      | 19       | 136      |
| 雪城大學           | 紐約州雪城               | 1870 | 2013 | 私立 | 22,948 | 橙人       |      | 7        | 15       |
| 弗吉尼亚大学       | 弗吉尼亚州夏律第鎮       | 1819 | 1953 | 公立 | 25,924 | 騎士       |      | 12       | 27       |
| 弗吉尼亚理工大学   | 弗吉尼亚州黑堡           | 1872 | 2004 | 公立 | 38,294 | 霍奇       |      | 11       | 0        |
| 維克森林大学       | 北卡罗来纳州溫斯頓-賽倫  | 1834 | 1953 | 私立 | 9,121  | 恶魔执事   |      | 9        | 9        |

## 又见
- 常春藤盟校
- 十大联盟
- 東南联盟
- 12大联盟